# Jan Wegner
Jan Wegner (ur. 7 lipca 1909 w Łowiczu, zm. 4 sierpnia 1996 tamże) – polski historyk, kustosz, kurator nieborowskiego oddziału Muzeum Narodowego w Warszawie, nauczyciel łowickiego gimnazjum.

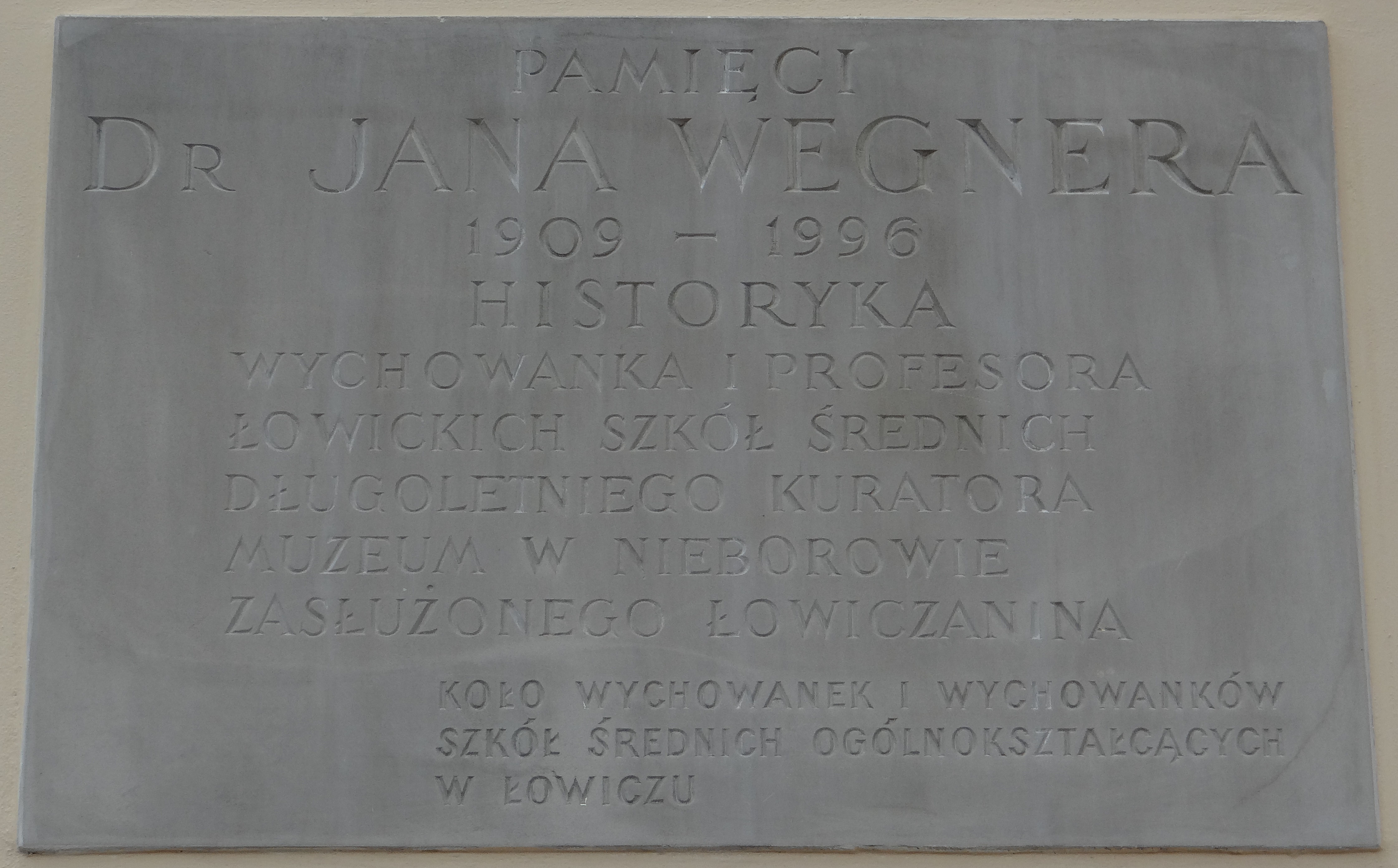
Muzeum w Łowiczu - pamiątkowa płyta dr Jana Wegnera

## Dzieciństwo i młodość
Był trzecim z ośmiorga dzieci Tytusa, właściciela farbiarni, i Matyldy. 
Po ukończeniu w 1927 r. Państwowego Gimnazjum im. ks. J. Poniatowskiego w Łowiczu i zdaniu matury, rozpoczął studia na Wydziale Humanistycznym Uniwersytetu Warszawskiego. Był także słuchaczem wykładów z historii sztuki. W tym czasie skrystalizowały się jego zainteresowania: historia sztuki, historia wojskowości, przeszłość regionalna. Wyrazem owych zainteresowań były publikacje na łamach prasy regionalnej – „Łowiczanina”, „Życia Łowickiego” i „Życia Gromadzkiego”. W 1935 r. objął posadę nauczyciela historii i geografii w rodzimym gimnazjum. Realizację programu nauczania łączył z wszczepianiem uczniom zainteresowań regionalnych, co było, jak na owe czasy, niezwykle nowatorskie. W tym samym roku ukazała się jego praca Napoleon w Łowiczu, a po trzech latach Walka o szkołę polską w Łowiczu.

## Lata II wojny światowej
W 1939 r. decyzją dowódcy 10 Pułku Piechoty nie został powołany do wojska, walczył w inny sposób. Należał do grupy nauczycieli prowadzących tajne nauczanie w Łowiczu i Dąbrowie Zduńskiej (bywała tam również Maria Dąbrowska), pisywał artykuły do prasy konspiracyjnej. Od września 1939 r. do marca 1941 r. był przewodniczącym komisji Polskiego Czerwonego Krzyża ds. opieki nad mogiłami żołnierzy poległych w bitwie nad Bzurą. Wraz z uczniami identyfikował poległych żołnierzy, zakładał kwatery na okolicznych cmentarzach. Był aresztowany przez Gestapo, osadzony na Pawiaku i w Alei Szucha. Po upadku powstania warszawskiego ukrywał prof. Ludwika Kolankowskiego z rodziną, który przywiózł do Łowicza wartościowe zbiory Biblioteki Zamoyskich – Kronikę Galla Anonima, rękopisy Trylogii Sienkiewicza i Faraona Prusa.

## Lata powojenne

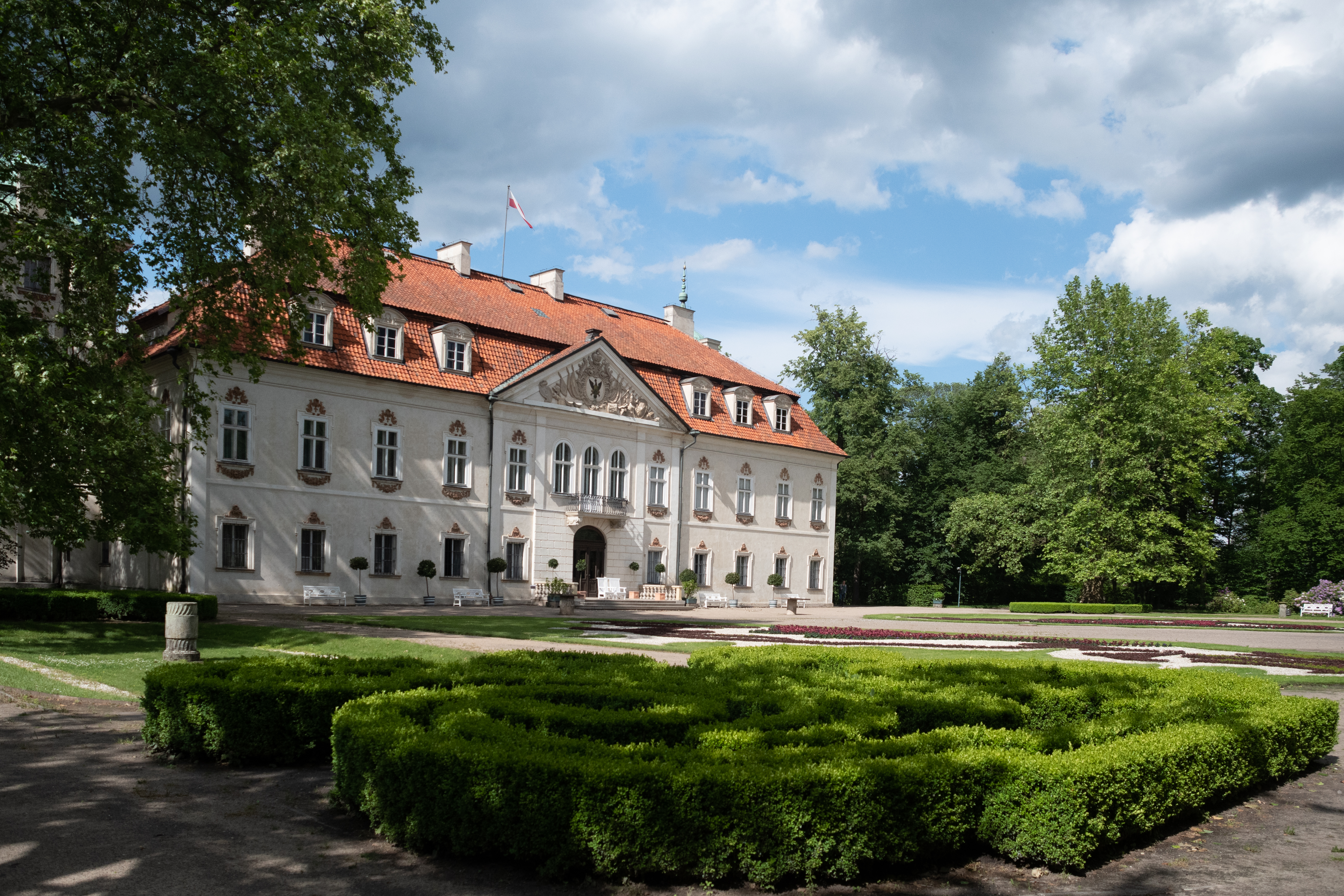
Pałac Radziwiłłów w Nieborowie, wieloletnie miejsce pracy Jana Wegnera

Wybitnymi zasługami wykazał się także w latach powojennych. W lutym 1945 r. prof. Stanisław Lorentz powierzył Wegnerowi opiekę nad zespołem architektoniczno-ogrodowym Radziwiłłów w Arkadii i Nieborowie. Oprócz prowadzenia prac remontowo-konserwacyjnych, zajął się on tworzeniem życia artystyczno-literackiego – organizował spotkania z wybitnymi osobistościami, wystawy, koncerty. Pałac nieborowski stał się azylem wolnej kultury, tu twórczo pracowała elita intelektualna i artystyczna. Z inspiracji profesora zrodził się pomysł poematu Niobe, stworzonego przez Konstantego Ildefonsa Gałczyńskiego. W tym okresie wyjeżdżał za granicę jako stypendysta naukowy. Nie uchylał się także od obowiązków społecznych. Od 1957 r., przez 4 kadencje, pełnił funkcję Radnego Powiatowej Rady Narodowej jako przewodniczący Komisji Kultury.

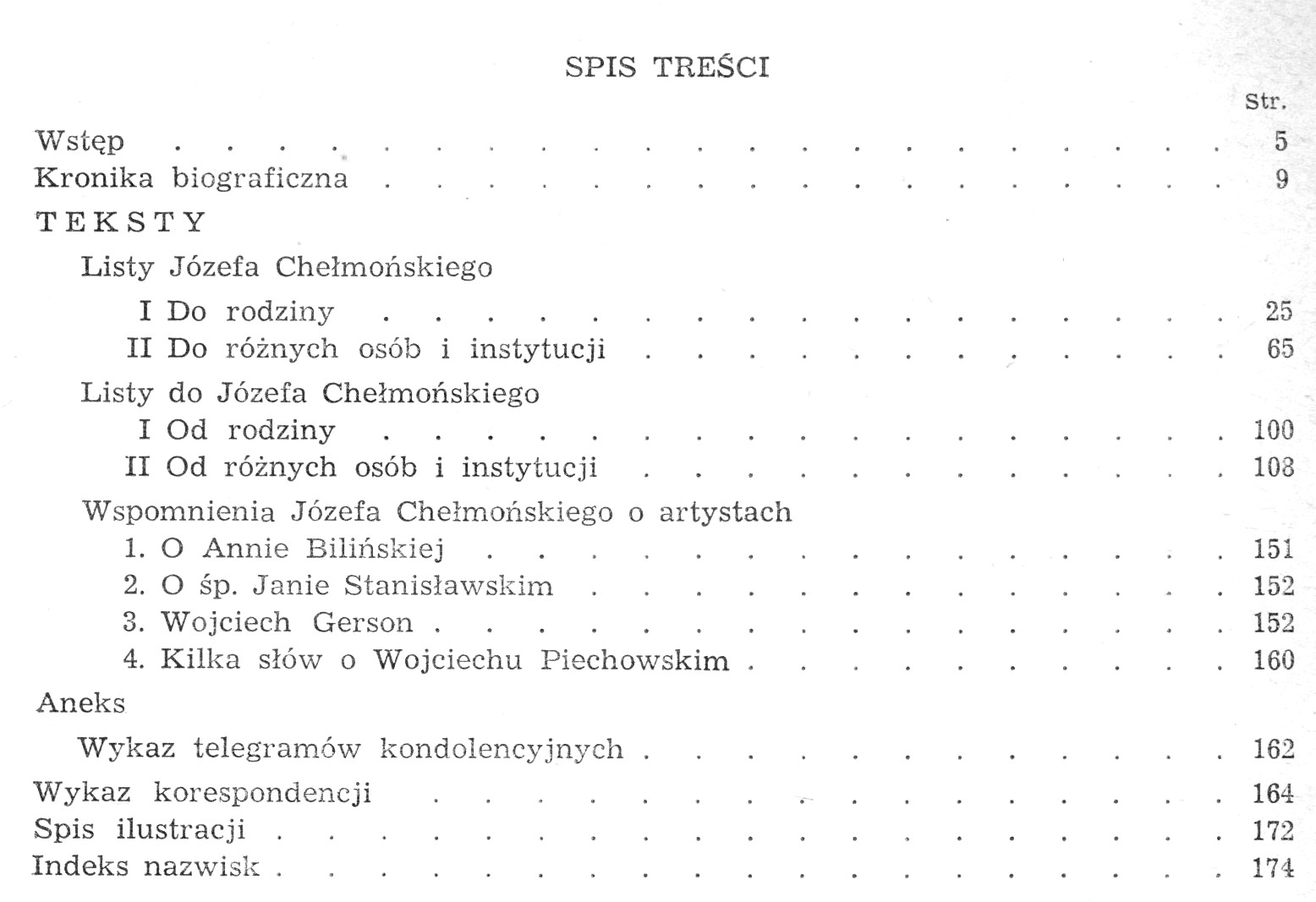
Spis treści opracowania korespondencji Józefa Chełmońskiego przez Jana Wegnera

Jednocześnie rozwijał pasje naukowe. Prowadził pionierskie badania korespondencji pozostałej po Józefie Chełmońskim.  Był współpracownikiem Komisji Historycznej Towarzystwa Naukowego Warszawskiego, członkiem Komisji opiniodawczej dla odbudowy Wilanowa, Łazienek i Królikarni, członkiem Rady Naukowej przy Prezydium Wojewódzkiej Rady Narodowej w Łodzi. W 1966 r. otrzymał Nagrodę Województwa Łódzkiego za całokształt działalności w upowszechnianiu sztuki. W 1973 r. poświęcił się pracy dydaktycznej. Od 1977 r. przewodniczył pracom Rady Naukowej Stacji Mazowieckiego Ośrodka Badań Naukowych w Łowiczu, która powstała dzięki staraniom miłośników Łowicza. Ostatnie lata były dla niego przykre, zaczął bowiem tracić wzrok, kiedy miał przystąpić do pisania prac naukowych, do których materiały zbierał przez dziesięciolecia. Jan Wegner cieszył się ogromnym autorytetem w środowisku naukowym i lokalnym. Profesor Stanisław Lorentz stwierdził, iż „potrafił ze wszystkimi znaleźć wspólny język, spokojnie opanować trudne sytuacje, był zawsze dla wszystkich prawdziwie życzliwy”. W roku 1980 otrzymał tytuł „Łowiczanina Roku 1979”. 
Zmarł 4 sierpnia 1996 r. Został pochowany na Cmentarzu Katedralnym w Łowiczu.

## Ordery i odznaczenia
- Krzyż Kawalerski Orderu Odrodzenia Polski (18 maja 1962)
- Złoty Krzyż Zasługi (29 października 1947)[2]
- Medal 10-lecia Polski Ludowej (19 stycznia 1955)[3]
- Srebrny Medal za Zasługi dla Obronności Kraju (1979)
- Brązowy Medal za Zasługi dla Obronności Kraju (1968)
- Medal Komisji Edukacji Narodowej (12 czerwca 1973)

## Upamiętnienie
Był patronem Gimnazjum nr 2 w Łowiczu. Jedna z ulic tego miasta została nazwana imieniem Jana Wegnera. We wrześniu 1997 r. pośmiertnie otrzymał tytuł Honorowego Obywatela Łowicza.